# DHB-Pokal 1985
Der DHB-Pokal 1985 war die elfte Austragung des Handballpokalwettbewerbs der Herren. Das Finale, das aus Hin- und Rückspiel bestand, fand am 1. und 5. Juni 1985 statt. Sieger wurde zum fünften Mal in der Vereinsgeschichte der VfL Gummersbach.

## Modus
Es traten insgesamt 64 Mannschaften aus der Bundesliga (BL), der 2. Bundesliga (ZL), der Regionalliga (RL; = 3. Liga), der Oberliga (OL; = 4. Liga / Berlin: Stadtliga) und dem Landesverband (LV) unterhalb der Oberliga im K.-o.-System gegeneinander an. Es wurden zwei Hauptrunden ausgetragen. Danach erfolgte die weitere Ausspielung in Achtel-, Viertel und Halb-Finals sowie einem Finale, das aus Hin- und Rückspiel bestand.

## Teilnehmende Mannschaften
Es nahmen mit 14 Bundesligisten der Saison 1984/85, 28 Zweitligisten der Saison 1984/85, 14 Regionalligisten der Saison 1984/85, drei Oberliga-Mannschaften und fünf Teams der Landesverbände unterhalb der Oberliga der Saison 1984/85 insgesamt 64 Mannschaften an dem Wettbewerb teil.
| Bundesliga 14 Vereine der Saison 1984/85 | 2. Bundesliga 28 Vereine der Saison 1984/85 | Regionalliga 14 Vereine der Saison 1984/85 | Oberliga 3 Vereine der Saison 1984/85           | Landesverbände unterhalb der Oberliga 5 Vereine der Saison 1984/85                       |
| VfL Gummersbach THW Kiel TuSEM Essen MTSV Schwabing TV Großwallstadt HSG TuRU Düsseldorf TuS Hofweier TSV Grün-Weiß Dankersen Reinickendorfer Füchse TBV Lemgo SG Weiche-Handewitt HC TuRa Bergkamen TV 05/07 Hüttenberg SG Wallau/Massenheim | Frisch Auf Göppingen SC Saargold Lisdorf TSV Milbertshofen DSC Wanne-Eickel SV Bayer 04 Leverkusen Berliner SV 1892 SG Leutershausen VfL Günzburg TuSpo Nürnberg TSV Bayer Dormagen TSV Jahn Gensungen TuS Schutterwald TuS Nettelstedt TSV Verden TSV Rot 05 SG Olympia Köln/Longerich SG VTB/Altjührden TSB Flensburg TSV Altenholz TuS Derschlag 1881 VfL Hameln VfL Fredenbeck OSC Dortmund TSV Heiningen 1892 TSV Birkenau TuS Griesheim TSV 1895 Oftersheim TV Breckenheim | HC 1968 Büdingen VfL Eintracht Hagen TV Oppum 1894 TSG Herdecke TSV Ellerbek TV Hemsbach DJK Roland Hürth-Gleuel Eintracht Hildesheim TSV Tempelhof-Mariendorf SV 1919 Fockbek SG Köndringen/Teningen TuS 04 Dansenberg TSV Germania Malsch VfL Pfullingen | Barmstedter MTV TV Gelnhausen TV 1893 Neuhausen | OSC Berlin TSV Pfungstadt TSV Rot-Weiß Niebüll TuS Einigkeit Brockhagen TG 08 Ober-Roden |

## 1. Hauptrunde
Die Gewinner der einzelnen Partien zogen in die 2. Hauptrunde ein.
| Datum        | Heimmannschaft                |   | Gastmannschaft                 | Ergebnis    |
| ------------ | ----------------------------- | - | ------------------------------ | ----------- |
| 6. Apr. 1985 | OSC Berlin (LV)               | – | VfL Gummersbach (BL)           | 12:25       |
| 6. Apr. 1985 | Frisch Auf Göppingen (ZL)     | – | TV Großwallstadt (BL)          | 17:25       |
| 6. Apr. 1985 | HC 1968 Büdingen (RL)         | – | Reinickendorfer Füchse (BL)    | 20:32       |
| 6. Apr. 1985 | SC Saargold Lisdorf (ZL)      | – | TSV Milbertshofen (ZL)         | 19:22       |
| 5. Apr. 1985 | THW Kiel (BL)                 | – | VfL Eintracht Hagen (RL)       | 24:11       |
| 5. Apr. 1985 | DSC Wanne-Eickel (ZL)         | – | Bayer 04 Leverkusen (ZL)       | 35:23       |
| 5. Apr. 1985 | TBV Lemgo (BL)                | – | Berliner SV 1892 (ZL)          | 29:10       |
| 6. Apr. 1985 | SG Leutershausen (ZL)         | – | VfL Günzburg (ZL)              | 21:24       |
| 6. Apr. 1985 | TSV Pfungstadt (LV)           | – | TuSpo Nürnberg (ZL)            | 15:23       |
| 6. Apr. 1985 | TSV Bayer Dormagen (ZL)       | – | TuSEM Essen (BL)               | 16:26       |
| 6. Apr. 1985 | TSV Jahn Gensungen (ZL)       | – | TuS Schutterwald (ZL)          | 29:21       |
| 5. Apr. 1985 | TV Oppum 1894 (RL)            | – | TSV Grün-Weiß Dankersen (BL)   | 14:20       |
| 6. Apr. 1985 | TSG Herdecke (RL)             | – | TuS Nettelstedt (ZL)           | 33:31 n. V. |
| 6. Apr. 1985 | TSV Rot-Weiß Niebüll (LV)     | – | TuS Einigkeit Brockhagen (LV)  | 24:18       |
| 6. Apr. 1985 | TSV Ellerbek (RL)             | – | TSV Verden (ZL)                | 16:19       |
| 6. Apr. 1985 | TV Hemsbach (RL)              | – | TSV Rot 05 (ZL)                | 23:22       |
| 5. Apr. 1985 | DJK Roland Hürth-Gleuel (RL)  | – | SG Olympia Köln/Longerich (ZL) | 21:25       |
| 5. Apr. 1985 | SG VTB/Altjührden (ZL)        | – | TSB Flensburg (ZL)             | 24:18       |
| 6. Apr. 1985 | Barmstedter MTV (OL)          | – | Eintracht Hildesheim (RL)      | 25:14       |
| 6. Apr. 1985 | TSV Altenholz (ZL)            | – | TuS Derschlag 1881 (ZL)        | 30:22       |
| 6. Apr. 1985 | VfL Hameln (ZL)               | – | HSG TuRU Düsseldorf (BL)       | 14:22       |
| 6. Apr. 1985 | TSV Tempelhof-Mariendorf (RL) | – | VfL Fredenbeck (ZL)            | 20:22       |
| 6. Apr. 1985 | OSC Dortmund (ZL)             | – | HC TuRa Bergkamen (BL)         | 26:23       |
| 6. Apr. 1985 | SV 1919 Fockbek (RL)          | – | SG Weiche-Handewitt (BL)       | 11:18       |
| 6. Apr. 1985 | TSV Heiningen 1892 (ZL)       | – | TSV Birkenau (ZL)              | 16:19       |
| 6. Apr. 1985 | TuS Griesheim (ZL)            | – | TuS Hofweier (BL)              | 17:22       |
| 5. Apr. 1985 | SG Köndringen/Teningen (RL)   | – | SG Wallau/Massenheim (BL)      | 24:23 n. V. |
| 6. Apr. 1985 | TV Gelnhausen (OL)            | – | TSV 1895 Oftersheim (ZL)       | 25:17       |
| 6. Apr. 1985 | TuS 04 Dansenberg (RL)        | – | TSV Germania Malsch (RL)       | 20:25       |
| 6. Apr. 1985 | MTSV Schwabing (BL)           | – | TV 05/07 Hüttenberg (BL)       | 29:24       |
| 6. Apr. 1985 | TG 08 Ober-Roden (LV)         | – | TV Breckenheim (ZL)            | 19:18 n. V. |
| 6. Apr. 1985 | TV 1893 Neuhausen (OL)        | – | VfL Pfullingen (RL)            | 17:21       |

## 2. Hauptrunde
Die Gewinner der einzelnen Partien zogen in die Achtelfinals ein.
| Datum         | Heimmannschaft              |   | Gastmannschaft                 | Ergebnis |
| ------------- | --------------------------- | - | ------------------------------ | -------- |
| 1. Mai 1985   | TV Gelnhausen (OL)          | – | VfL Gummersbach (BL)           | 14:24    |
| 1. Mai 1985   | TSV Germania Malsch (RL)    | – | TV Großwallstadt (BL)          | 22:27    |
| 1. Mai 1985   | TuS Hofweier (BL)           | – | Reinickendorfer Füchse (BL)    | 21:22    |
| 1. Mai 1985   | TG 08 Ober-Roden (LV)       | – | TSV Milbertshofen (ZL)         | 15:26    |
| 30. Apr. 1985 | VfL Fredenbeck (ZL)         | – | THW Kiel (BL)                  | 22:29    |
| 1. Mai 1985   | DSC Wanne-Eickel (ZL)       | – | TSV Altenholz (ZL)             | 28:25    |
| 1. Mai 1985   | Barmstedter MTV (OL)        | – | TBV Lemgo (BL)                 | 24:29    |
| 1. Mai 1985   | VfL Günzburg (ZL)           | – | MTSV Schwabing (BL)            | 24:21    |
| 1. Mai 1985   | TuSEM Essen (BL)            | – | HSG TuRU Düsseldorf (BL)       | 21:13    |
| 1. Mai 1985   | TSG Herdecke (RL)           | – | SG Weiche-Handewitt (BL)       | 31:30    |
| 1. Mai 1985   | TSV Verden (ZL)             | – | OSC Dortmund (ZL)              | 26:22    |
| 1. Mai 1985   | TSV Rot-Weiß Niebüll (LV)   | – | SG Olympia Köln/Longerich (ZL) | 22:18    |
| 1. Mai 1985   | SG VTB/Altjührden (ZL)      | – | TSV Grün-Weiß Dankersen (ZL)   | 17:19    |
| 1. Mai 1985   | TV Hemsbach (RL)            | – | VfL Pfullingen (RL)            | 21:20    |
| 1. Mai 1985   | SG Köndringen/Teningen (RL) | – | TuSpo Nürnberg (ZL)            | 16:20    |
| 1. Mai 1985   | TSV Jahn Gensungen (ZL)     | – | TSV Birkenau (ZL)              | 20:14    |

## Achtelfinale
Die Gewinner der einzelnen Partien zogen in die Viertelfinals ein.
| Datum        | Heimmannschaft              |   | Gastmannschaft               | Ergebnis |
| ------------ | --------------------------- | - | ---------------------------- | -------- |
| 15. Mai 1985 | VfL Gummersbach (BL)        | – | TuSpo Nürnberg (ZL)          | 18:13    |
| 14. Mai 1985 | TV Großwallstadt (BL)       | – | TSV Jahn Gensungen (ZL)      | 23:20    |
| 15. Mai 1985 | Reinickendorfer Füchse (BL) | – | TuSEM Essen (BL)             | 25:24    |
| 14. Mai 1985 | TSV Milbertshofen (ZL)      | – | TSV Grün-Weiß Dankersen (ZL) | 23:20    |
| 14. Mai 1985 | DSC Wanne-Eickel (ZL)       | – | TSG Herdecke (RL)            | 27:19    |
| 14. Mai 1985 | TBV Lemgo (BL)              | – | TSV Rot-Weiß Niebüll (LV)    | 31:18    |
| 15. Mai 1985 | THW Kiel (BL)               | – | TSV Verden (ZL)              | 31:12    |
| 15. Mai 1985 | VfL Günzburg (ZL)           | – | TV Hemsbach (RL)             | 27:10    |

## Viertelfinale
Die Gewinner der einzelnen Partien zogen in die Halbfinals ein.
| Datum        | Heimmannschaft        |   | Gastmannschaft              | Ergebnis    |
| ------------ | --------------------- | - | --------------------------- | ----------- |
| 25. Mai 1985 | VfL Gummersbach (BL)  | – | THW Kiel (BL)               | 20:19       |
| 25. Mai 1985 | TV Großwallstadt (BL) | – | DSC Wanne-Eickel (ZL)       | 28:21       |
| 25. Mai 1985 | TBV Lemgo (BL)        | – | Reinickendorfer Füchse (BL) | 17:21       |
| 25. Mai 1985 | VfL Günzburg (ZL)     | – | TSV Milbertshofen (ZL)      | 23:24 n. V. |

## Halbfinale
Die Gewinner der einzelnen Partien zogen ins Finale ein.
| Datum        | Heimmannschaft        |   | Gastmannschaft              | Ergebnis |
| ------------ | --------------------- | - | --------------------------- | -------- |
| 29. Mai 1985 | VfL Gummersbach (BL)  | – | TSV Milbertshofen (ZL)      | 28:21    |
| 29. Mai 1985 | TV Großwallstadt (BL) | – | Reinickendorfer Füchse (BL) | 21:18    |

## Finale
Das Finale um den DHB-Pokal, das aus Hin- und Rückspiel bestand, wurde am 1. und 5. Juni 1985 zwischen dem TV Großwallstadt und dem VfL Gummersbach ausgetragen. Das Hinspiel fand vor 1.302 Zuschauern in der Elsenfelder Untermainhalle und das Rückspiel vor 2.300 Zuschauern in der Gummersbacher Sporthalle an der Moltkestraße statt. Den Pokal sicherte sich zum fünften Mal in der Vereinsgeschichte die Mannschaft vom VfL Gummersbach, die das Team des TV Großwallstadt mit 46:35 (Hinspiel 20:16, Rückspiel 26:19) besiegte.
| Datum        | Heimmannschaft        |   | Gastmannschaft        | Ergebnis     |
| ------------ | --------------------- | - | --------------------- | ------------ |
| 1. Juni 1985 | TV Großwallstadt (BL) | – | VfL Gummersbach (BL)  | 16:20 (7:10) |
| 5. Juni 1985 | VfL Gummersbach (BL)  | – | TV Großwallstadt (BL) | 26:19 (14:8) |